# Navojoa
Navojoa – miasto w Meksyku, w stanie Sonora. W 2005 liczyło 163 312 mieszkańców, co stawiało je na 5 miejscu pod względem liczby ludności mieście w stanie Sonora. Miasto położone jest w Dolinie Mayo, około 50 km na wschód od wybrzeża Zatoki Kalifornijskiej.
W mieście rozwinął się przemysł spożywczy, bawełniany oraz rzemieślniczy.

## Historia

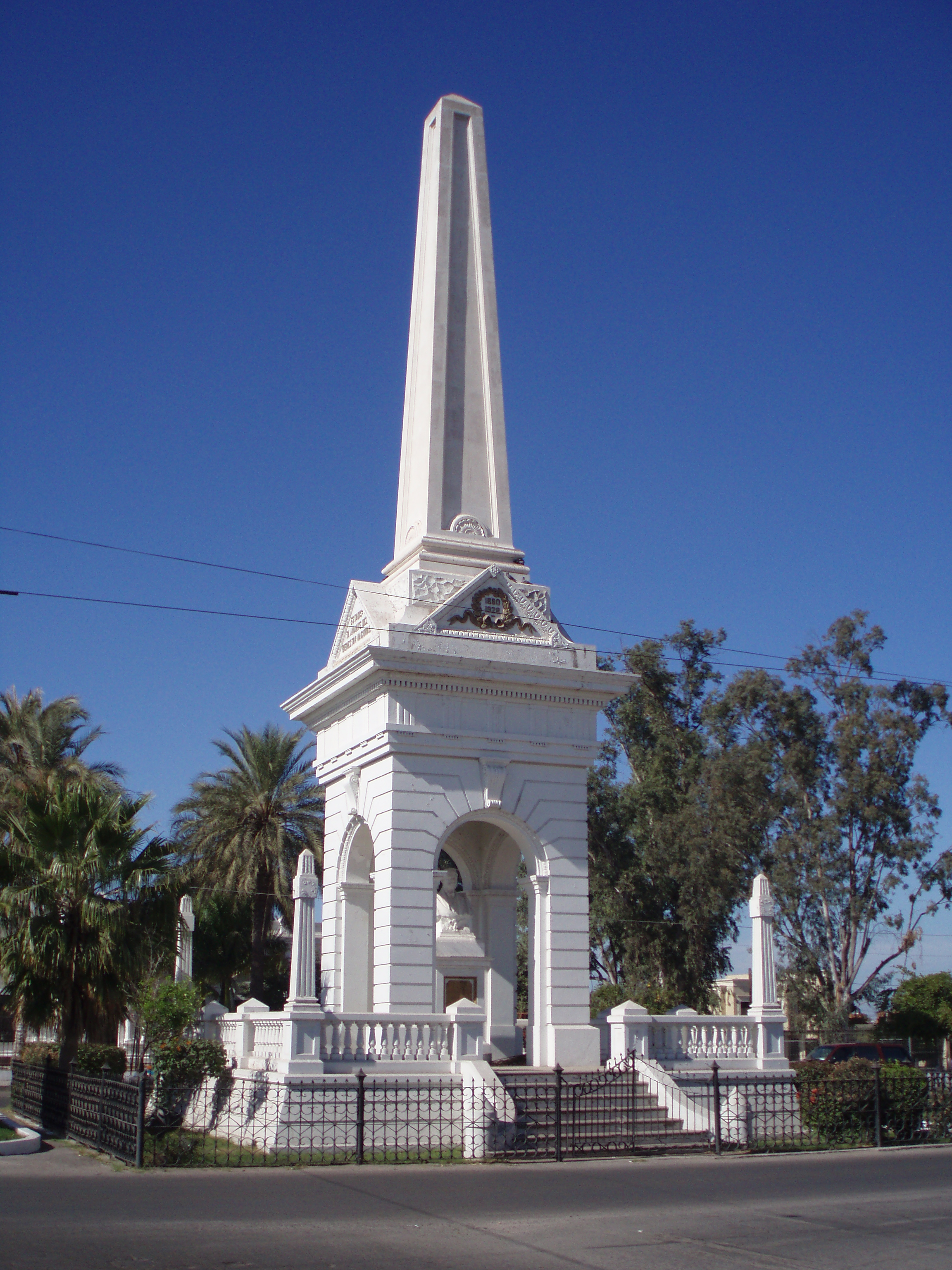
Obelisk poświęcony byłemu prezydentowi Meksyku Álvaro Obregónowi

Nazwa miasta pochodzi od języka Mayo, jednego z języków uto-azteckich i znaczy Dom Kaktusa (Navo= kaktus, Jova= Dom). Dolina w której usytuowane jest miasto zamieszkała była przez indian ze szczepu Mayo już w czasach prekolumbijskich.
Pierwszym, który dotarł do doliny, był podróżnik Diego de Guzmán w 1536 roku, natomiast trzy lata później eksploracja rejonu została zapoczątkowana przez hiszpańskiego konkwistadora Álvar Núñez Cabeza de Vaca. Pierwsza misja została założona przez jezuitę Pedro Méndeza w 1614 roku. W roku 1662 wieś wokół misji “Santa Maria de Navojoa” liczyła 250 mieszkańców, a do roku 1900 wzrosła do 8500. Niedaleko miasta w hacjendzie Siquisiva w 1880 roku urodził się Álvaro Obregón, meksykański rewolucjonista i późniejszy prezydent, który w latach 20. XX wieku w Dolinie Mayo zapoczątkował zieloną rewolucję.
W 1923 wieś Navojoa uzyskała prawa miejskie a 1925 roku dekretem państwowym utworzono gminę o tej samej nazwie, której siedzibą stało się Navojoa.

## Miasta partnerskie
- Almería, Hiszpania
- Santa Fe Springs, Stany Zjednoczone